# Dudley Garrett
Dudley Morine Garrett, dit Red Garrett, (né le 14 juillet 1924 à Toronto au Canada et mort le 24 novembre 1944 dans le Détroit de Cabot, au Canada, lors de la Seconde Guerre mondiale) est un joueur canadien de hockey sur glace. En son honneur, la Ligue américaine de hockey remet à chaque année le trophée Dudley-« Red »-Garrett à la meilleure recrue de la saison écoulée.

## Biographie
Garrett, né à Toronto en Ontario au Canada le 14 juillet 1924, est le fils de Dudley et Audrey Garrett. Le jeune Dudley Garrett apprend à jouer au hockey dans les différentes équipes de la ville. En 1941-1942, il joue une douzaine de rencontres dans la Toronto Independant Hockey League (TIHL) avec les Red Indians. À la suite de cette saison, il devient professionnel avec l'organisation des Rangers de New York : il joue vingt-trois rencontres avec les Rangers lors de la saison de la Ligue nationale de hockey et également six rencontres avec les Reds de Providence de la Ligue américaine de hockey. Il inscrit deux points dans la LNH alors que son équipe se classe dernière de la saison avec seulement trente points, moitié moins que les Red Wings de Détroit champions de la saison.
Au cours de l'été 1942, il s'engage au sein des Forces canadiennes pour se battre lors de la Seconde Guerre mondiale. Il joue une saison de hockey avec différentes équipes. Il sert à bord de la corvette, HMCS Shawinigan (K 136), en tant que matelot de 2e classe – Able Seaman en anglais. La corvette est coulée le 24 novembre 1944 au sud de Port-aux-Basques dans le détroit de Cabot par le sous-marin allemand Unterseeboot 1228. Les quatre-vingt-onze membres de l'équipe coulent avec la corvette.
En 1947-1948, la Ligue américaine de hockey remet pour la première fois un trophée pour la meilleure recrue de la saison. Il est depuis remis à chaque fin de saison selon les votes des joueurs et des journalistes. En 1957, le trophée est officiellement renommé trophée Dudley-« Red »-Garrett.

## Statistiques
| Saison     | Équipe                 | Ligue      |    | Saison régulière | Saison régulière | Saison régulière | Saison régulière | Saison régulière |   | Séries éliminatoires | Séries éliminatoires | Séries éliminatoires | Séries éliminatoires | Séries éliminatoires |
| Saison     | Équipe                 | Ligue      | PJ | B                | A                | Pts              | Pun              | PJ               | B | A                    | Pts                  | Pun                  |                      |                      |
| 1940-1941  | Shamrocks de Toronto   | Ontario    | -  | -                | -                | -                | -                | -                | - | -                    | -                    | -                    |                      |                      |
| 1941-1942  | Marlboros de Toronto   | AHO        | 18 | 2                | 5                | 7                | 61               | 2                | 1 | 1                    | 2                    | 6                    |                      |                      |
| 1941-1942  | Red Indians de Toronto | TIHL       | 12 | 1                | 4                | 5                | 22               | -                | - | -                    | -                    | -                    |                      |                      |
| 1942-1943  | Reds de Providence     | LAH        | 6  | 0                | 0                | 0                | 2                | -                | - | -                    | -                    | -                    |                      |                      |
| 1942-1943  | Rangers de New York    | LNH        | 23 | 1                | 1                | 2                | 18               | -                | - | -                    | -                    | -                    |                      |                      |
| 1943-1944  | Navy de Toronto        | AHO Sr.    | 13 | 0                | 1                | 1                | 12               | -                | - | -                    | -                    | -                    |                      |                      |
| 1943-1944  | Navy de Cornwallis     | NSDHL      | 4  | 4                | 5                | 9                | 18               | 3                | 1 | 0                    | 1                    | 15                   |                      |                      |
| Totaux LNH | Totaux LNH             | Totaux LNH | 23 | 1                | 1                | 2                | 18               | -                | - | -                    | -                    | -                    |                      |                      |